# Bulbophyllum trachyanthum
Bulbophyllum trachyanthum là một loài phong lan thuộc chi Bulbophyllum.